# مبادرة صوبة بيتسبرغ لعلوم الحياة
تمثل  صوبة بيتسبرغ لعلوم الحياة  (بالإنجليزية:  Pittsburgh Life Sciences Greenhouse)‏ مبادرة تقانة حيوية بالإضافة إلى أنها منظمةٍ غير ربحيةٍ قائمةٍ في مدينةٍ بيتسبرغ، ولاية بنسلفانيا، وتختص بتوفير الموارد، المصادر والأدوات للمشاريع الخاصة في مجال العلوم الحياتية في مدينة بتسبرغ وبنسلفانيا الغربية بهدف التقدم في مجالات رعاية الأبحاث وبراءات الاختراع. هذا وقد تكونت صوبة بتسبرغ لعلوم الحياة بالتعاون والشراكة فيما بين اتحاد بنسلفانيا، جامعة بيتسبرغ (University of Pittsburgh)، جامعة كارنيغي ميلون (Carnegie Mellon University)، مركز جامعة بيتسبرغ الطبي (University of Pittsburgh Medical Center)، والعديد من المؤسسات الإقليمية هناك.
وكانت مبادرة صوبة بيتسبرغ لعلوم الحياة قد نشأت أساساً من الخطة المعروفة باسم (بيو فينشر BioVenture) والتي طورتها جامعتي كارنجي ميلون وبيتسبرغ. هذا وقد تلقت تلك المبادرة دفعاً كبيراً من المال في 2001 عندما تم التعهد باستخدام الأموال من تسوية الولاية مع مجال صناعة التبغ لإنتاج صوبة علوم حياتية في بنسلفانيا الغربية (Western Pennsylvania). كما تلقت صوبات علوم الحياة الأخرى في كلٍ من فيلادلفيا وهاريسبرغ (Life Sciences Greenhouse of Central Pennsylvania) أموال البذور المستخدمة من وراء نفس التسوية. وفي عام 2003، تضامنت مؤسسة بيتسبرغ الطبية الحيوية، والتي تأسست عام 1988 كأول مبادرةٍ تنميةٍ اقتصاديةٍ في المنطقة، مع مبادرة بيتسبرغ للعلوم الحياتية.
وتتمثل مهمة مبادرة صوبة بيتسبرغ لعلوم الحياة المحددة في إنتاج، تغذية والمساعدة في تأسيس صناعة علوم حياتية مسيطرة عالمياً في منطقة غرب بنسلفانيا. ومن ثم فتركز صوبة بتسبرغ للعلوم الحياتية أساساً على توجيه وإرشاد الباحثين، أصحاب مشاريع الأعمال الخاصة، والشركات الناشئة، وذلك عبر التحديثات التي يواجهونها جميعاً في أثناء المراحل المبكرة لتنمية م الشركة، وذلك من خلال تقديم النصح والإرشاد حول نماذج العمل واستثمارات رأس المال بهدف المساعدة في تسريع توصيل الابتكارات الطبية الحيوية للأسواق. هذا وتقدم صوبة بيتسبرغ لعلوم الحياة المعونة كذلك في توسع شركات العلوم الحياتية الأكثر نضجاً من خلال دعم تطورات المنتجات الجديدة وأسواقها بالإضافة إلى ربطها بالمستثمرين الجدد.
وكانت صوبة بيتسبرغ لعلوم الحياة قد تم تأسيسها اعتماداً على نموذج التمويل المتجدد (revolving funding model) والذي يقوم بتوفير الإيرادات العائدة التي تدعِّم النمو المستمر للصناعة الإقليمية. هذا بالإضافة إلى أن مبادرة صوبة بيتسبرغ للعلوم الحياتية تتلقى التمويلات كذلك من إدارة المجتمع والتنمية الإقصتادية التابعة لإتحاد كومنولث بنسلفانيا وكذلك من مجتمع مؤسسة بنسلفانيا الجنوبية الغربية للأعمال الخيرية. كما التزمت صوبة بيتسبرغ للأعمال الحياتية بإنفاق 11.3 مليون دولاراً أمريكياً على 50 شركةً لعلوم الحياة واجتذبت أكثر من 300 مليون دولاراً أمريكياً في متابعة التمويل لمثل تلك الأعمال والمشاريع الناشئة.

## وصلات خارجية
- صوبة بيتسبرغ لعلوم الحياة

### فيديو
- WQED OnQ يرسم ملامح مبادرة بيتسبرغ لعلوم الحياة